# Erik Sjöberg

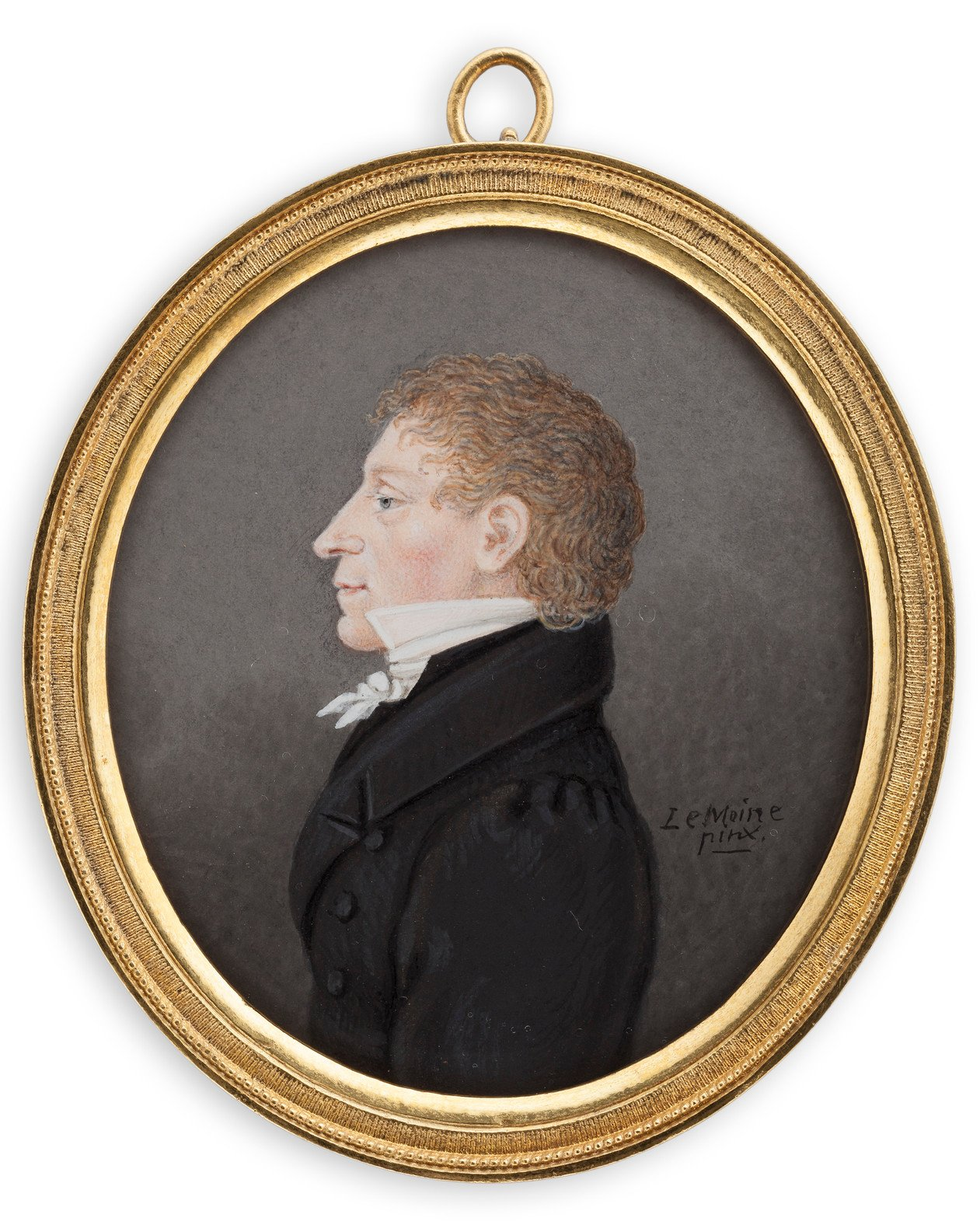
Erik Sjöberg efter miniatyrporträtt av Erik Vilhelm Le Moine

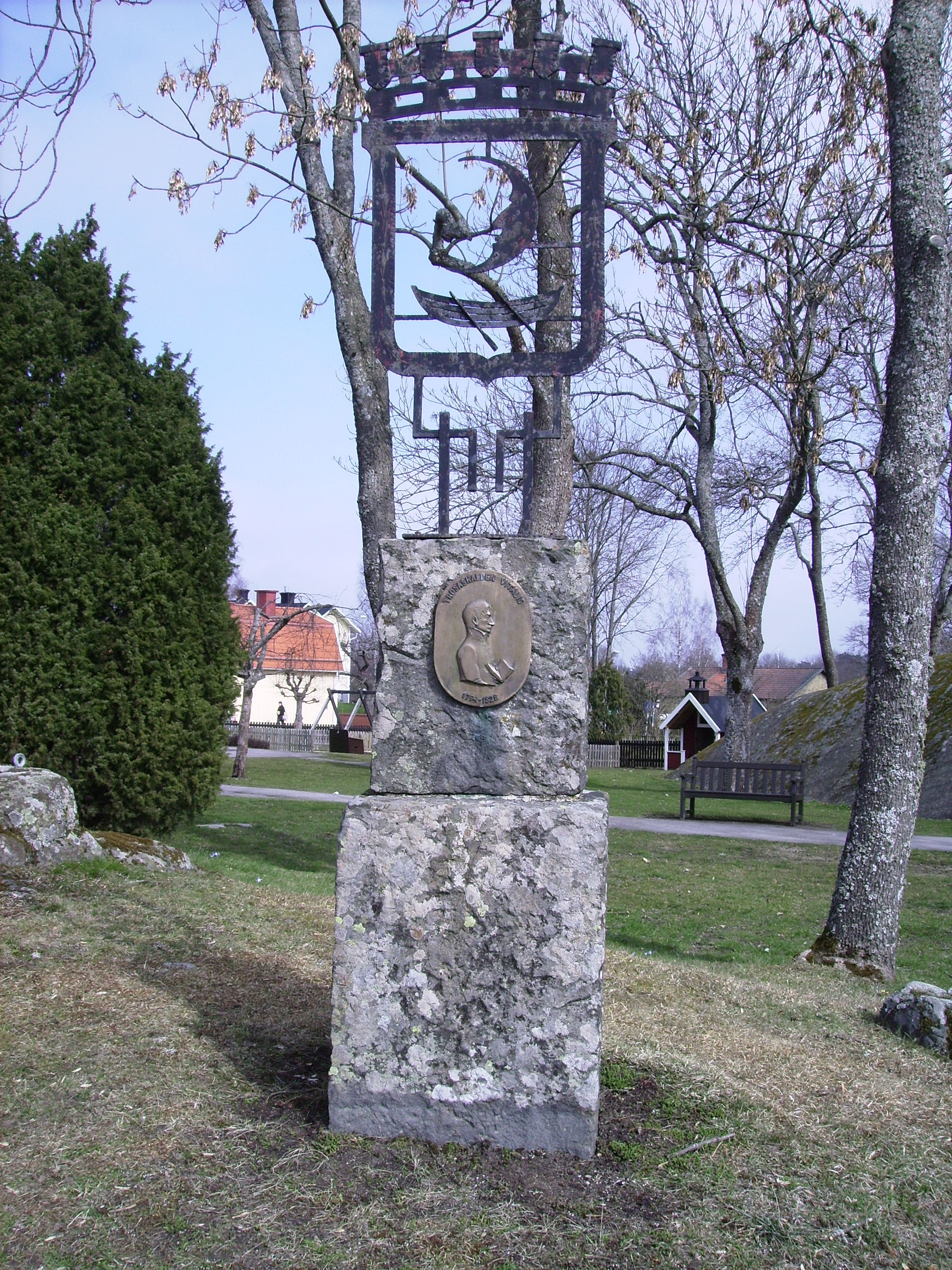
Erik Sjöberg, monument i Trosa.

Erik Sjöberg, född 14 januari 1794 i Ludgo, Södermanland, död 4 mars 1828 i Stockholm av tuberkulos, var en svensk poet och författare. Sjöberg var känd under pseudonymen Vitalis (vilket betyder "livet (är) en strid").

## Biografi
Sjöberg växte upp i Trosa. Trots att han kom från fattiga förhållanden, lyckades han komma till Uppsala där han tog examen 1824. Han var filosofie magister och arbetade mest som informator, bland annat i Stockholm, vid sidan av sitt författarskap.
Sjöbergs diktning präglas av romantikens stilideal, det vill säga av melankoli och andligt svärmeri. Bland hans mest framträdande poem kan nämnas Försakelsen och Enslingens sång i den stora öknen. Han skrev även många dikter med komiska och satiriska inslag, t. ex. ett antal Komiska fantasier. Han finns representerad i Den svenska psalmboken 1986 med ett verk (nr 573).
Han översatte också Thomas Moore och en rad böcker av Washington Irving 1827.
Erik Sjöberg är begravd på Kungsholms kyrkogård.

## Psalmer
- Vi skulle jag ej möta glad min plåga (1937 nr 387). Bearbetad av Olle Nivenius Jag ber om hjälp till stillhet i min plåga (1986 nr 573)
- Min vän är ljuv, min vän är mild (1921 nr 586). Dikten Den bästa vännen skriven 1824 Finns på Wikisource.